# Echo (singel)
Echo (zapis stylizowany: echo) – szósty singel polskiej piosenkarki Bryski z jej drugiego albumu studyjnego, zatytułowanego biorę wdech (hikikomori). Singel został wydany 2 listopada 2023.

## Geneza utworu i historia wydania
Utwór napisali i skomponowali Gabriela Nowak-Skyrpan, Edward Leithead-Docherty i Thomas Martin Leithead-Dochert, którzy również odpowiadają za produkcję utworu. Piosenkarka o singlu:

»echo« to wielowymiarowa piosenka. Ma wiele motywów muzycznych, jak i tematycznych. Opowiada o miłości, o kontaktach między ludźmi, o sygnałach, jakie do siebie wysyłają. Porównałam te sygnały do echolokacji – sposobu jakim porozumiewają się nietoperze. A »fałszywe jaskółki« w tekście piosenki są niczym innym jak metaforą ulotności uczuć.

Singel ukazał się w formacie digital download 2 listopada 2023 w Polsce za pośrednictwem wytwórni płytowej Magic Records w dystrybucji Universal Music Polska. Piosenka została umieszczona na drugim albumie studyjnym Bryski – biorę wdech (hikikomori).

## Teledysk
Do utworu powstał teledysk w reżyserii Adama Romanowskiego, który udostępniono 3 listopada 2023 za pośrednictwem serwisu YouTube.

## Lista utworów
- Digital download[3]

1. „Echo” – 2:12